# 李志勋 (1962年)
李志勋（1962年11月—），男性，汉族，中共党员，甘肃平凉人，中华人民共和国政治人物。曾任甘肃省民政厅厅长、甘肃省人民政府秘书长等职务，现任甘肃省慈善联合总会会长。

## 生平
李志勋生于甘肃省平凉地区，早年在平凉农业学校植物保护科学习，1982年7月毕业后先后在甘肃省清水县、华亭县的农技站任职，后来步入政坛，在华亭县人事局、县委组织部任职，此后长期在平凉地区党委组织部任职，2002年平凉地区改制为地级平凉市后，出任该市党委首任组织部长。2004年，升任中共平凉市委副书记。2006年，调赴兰州，出任甘肃省劳动和社会保障厅副厅长、党组成员。在平凉市委副书记、甘肃省劳保厅任职期间，李志勋曾在西北农林科技大学研究所深造，并最终获得农业推广硕士学位，其毕业论文为《泾河川区现代农业发展模式研究》。2008年，转任甘肃省人民政府副秘书长。
2011年9月，李志勋外放武威市，出任该市党委副书记、市长，2016年4月，调离武威，回到兰州，转任甘肃省民政厅厅长。2018年10月，再转任甘肃省人民政府秘书长，直到2023年3月去职。2023年8月，当选为甘肃慈善总会第五届会长。

## 延伸阅读
- 李志勋. . 开发研究. 2007, (1): 94–96. ISSN 1003-4161. doi:10.3969/j.issn.1003-4161.2007.01.025. WFdata:periodical/kfyj200701025.

| 中華人民共和國政府职务 | 中華人民共和國政府职务                    | 中華人民共和國政府职务 |
| ---------------------- | ----------------------------------------- | ---------------------- |
| 前任： 常正国          | 甘肃省人民政府秘书长 2018年10月-2023年3月 | 繼任： 张伟文          |
| 前任： 肖庆平          | 甘肃省民政厅厅长 2016年4月-2018年10月     | 繼任： 王世华          |
| 前任： 郭承录          | 武威市人民政府市长 2011年9月-2016年4月    | 繼任： 李明生          |